# Luciano De Feo
Luciano de Feo (Roma, 24 giugno 1894 – Roma, 29 giugno 1974) è stato un critico cinematografico italiano.

## Biografia
Cresciuto in una famiglia dell'alta borghesia, si laurea in Giurisprudenza nel 1917 e diviene segretario dell'ex Presidente del Consiglio Luigi Luzzatti. Nel 1919 viene nominato Amministratore delegato del ramo cinematografico della Compagnia italiana per i traffici con l'Oriente (CITO). Sviluppa un forte interesse per gli aspetti educativi della cinematografia e a questo scopo fonda nei primi mesi del 1924 il Sindacato istruzione cinematografica (SIC), una società incaricata di distribuire pellicole culturali, didattico-scientifiche ed etnografiche. Pochi mesi più tardi, nel settembre del '24, il SIC viene trasformato nella società a partecipazione statale L'Unione Cinematografica Educativa, dalle cui iniziali proviene il nome dell'Istituto Luce.
L'attenzione di de Feo verso il cinema didattico internazionale lo induce a dare vita al Congresso internazionale del cinema d'insegnamento e di educazione, tenuto a Roma nel 1934 con la partecipazione di 45 paesi. De Feo è anche direttore dell'Istituto internazionale per la cinematografia educativa (IICE), con sede a Villa Torlonia, riconosciuto dalla Società delle Nazioni, e promuove la realizzazione di una Enciclopedia del Cinema in 5 volumi che però non verrà mai stampata.
Nei primi anni '30 de Feo partecipa alla nascita del festival cinematografico di Venezia, di cui è selezionatore, organizzatore e primo Segretario generale.
È anche direttore della rivista Cinema dal luglio 1936 al 1938.
Dopo la guerra, nel settembre del 1946, fonda la casa editrice Il Pensiero Scientifico Editore.